# Sugar Boys FC
El Sugar Boys es un equipo de fútbol de las Islas Vírgenes Británicas que juega en el Campeonato de fútbol de las Islas Vírgenes Británicas, la primera división de fútbol en el país.

## Historia
Fue fundado en 2003 en la ciudad de Virgen Gorda y formó parte de la liga de la ciudad en su primera temporada. El club solo duró dos años en la liga, ya que pasó a jugar en el Campeonato de fútbol de las Islas Vírgenes Británicas como uno de los equipos fundadores de la nueva liga nacional, inaugurada en la temporada 2009/10.
En la temporada 2012/13 ganaron su primer título, la Copa Wendol Williams venciendo en la final al Islanders FC con marcador de 5-0.
En la temporada 2013/14 el club ganó la Copa de Virgin Gorda al vencer en la final al One Love United FC, y también se convirtió en el primer equipo en ganar la Copa Wendol Williams en años consecutivo al vencer en la final al Islanders FC.
En la temporada 2015/16 consiguieron su logro más importante al ganar el título de campeón nacional al vencer en la final al Islanders FC 2-0.
En 2021 consigue su segundo título de liga.

## Palmarés
- Campeonato de fútbol de las Islas Vírgenes Británicas: 2

2015/16, 2021
- Copa Wendol Williams: 2

2013, 2013/14
- Copa Virgin Gorda: 1

2013
- Men's Festival Cup: 1

2020
- President's Cup: 3

2017, 2018, 2022

## Jugadores

### Jugadores destacados
- Manford Pipe
- Chevon Russell
- Jairo Morris